# Asya Abdullah
Asya Abdullah és la copresidenta del Partit de la Unió Democràtica, partit que encapçala la revolució que està tenint lloc a Rojava. Asya ha presentat nombroses conferències i s'ha dirigint activament a activistes, acadèmics i líders mundials per obtenir suport per a Rojava i la seva revolució feminista, ecologista i democràtica.